# Vincenc Lesný

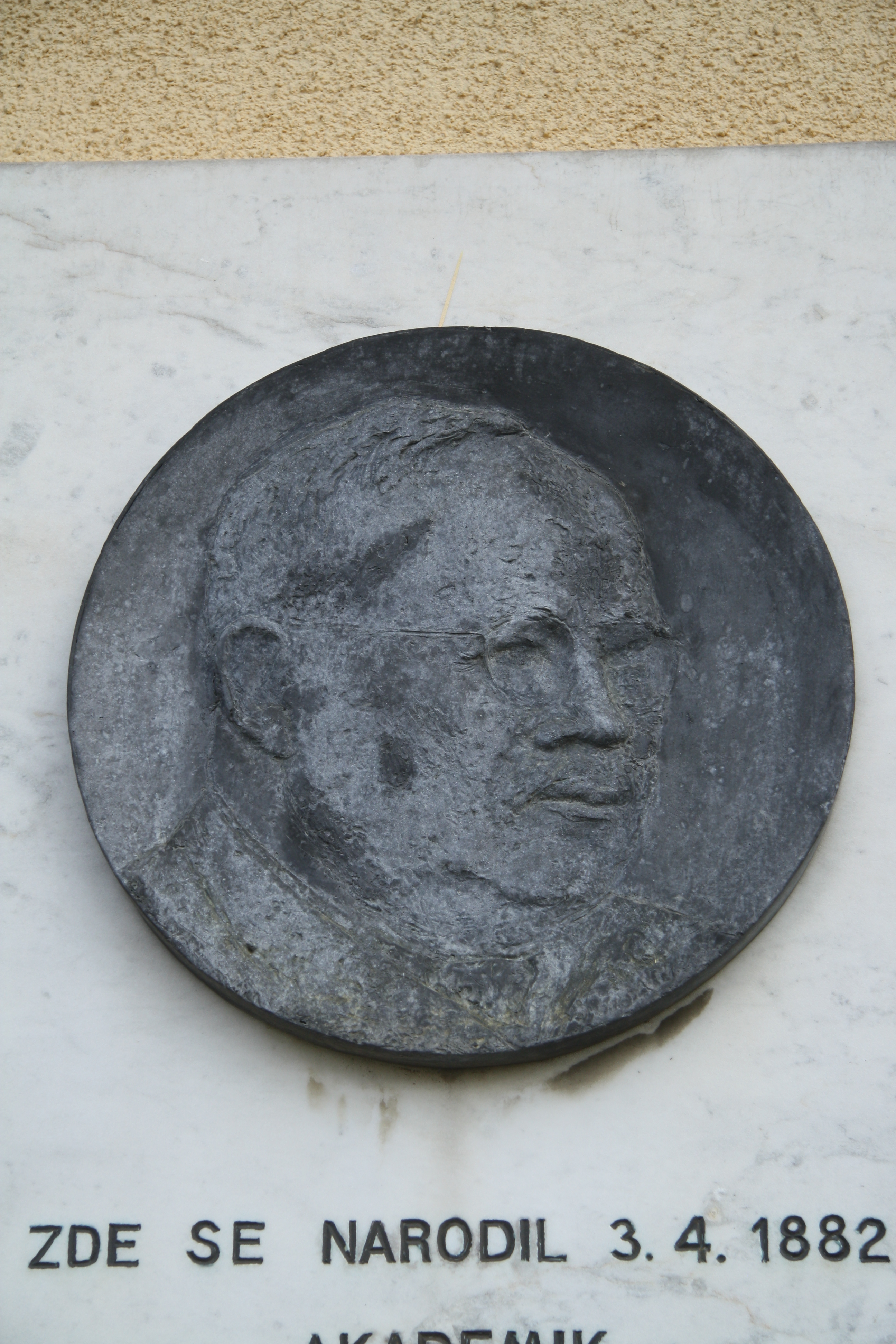
Detail plakety Vincence Lesného na rodném domě v Komárovicích

Vincenc Lesný (3. dubna 1882, Komárovice – 9. dubna 1953, Praha) byl český indolog, pedagog, spisovatel, překladatel a jedna z nejvýraznějších postav české orientalistiky 1. poloviny 20. století. Byl jedním z prvních členů Československé akademie věd. Překládal ze sanskrtu, páli, hindštiny a především z bengálštiny.

## Život
Rodiče Baltasar Lesný (6. ledna 1850, Komárovice) a Viktorie (rozená Šuckerlová) měli dva syny, Vincence a Bedřicha a tři dcery, Marinu, Lojzičku a Pepičku. Otec byl posledním lesním hraběcího rodu Pallavicini na jemnickém panství. Mladší syn Bedřich spáchal za záhadných okolností sebevraždu puškou svého otce v lese.
Marina se vdala za tesaře Jana Dvořáka. Ten, když dostal městské zakázky v Jemnici, značně se vzmohl, postavil celou čtvrť rodinných domků a měl pak velké hospodářství s pilou, rybníky, les atd. Z jejich pěti dětí dvě zemřely brzy… Lojziččin manžel Blažek padl v první světové válce. Pepina se vdala do Vídně za Josefa Němce. Teta Lojzička a její dvě dcery Eliška a Boženka žily pak u svého strýce z otcovy strany Bohuslava Blažka, faráře v Přibyslavicích, syn Oldřich u tety Mariny a dcera Slávka u dědečka a babičky Viktorie, kteří, když vyvdali dcery, museli prodat hospodářství a měli pak menší usedlost (s hospodou) v blízkých Horkách u Želetavy.
Ze vzpomínek neurologa prof. MUDr. Ivana Lesného, DrSc.
Vincenc mezi lety 1888 a 1893 navštěvoval obecné školy v Jemnici a Domamili, mezi lety 1895 a 1901 navštěvoval gymnázium v Jindřichově Hradci. Měl se stát na přání matky farářem. Místo semináře si po maturitě vybral vojenskou námořní akademii v Pule (tu navštěvoval mezi lety 1901 a 1903). Během studentských let si přivydělával jako prefekt ve Strakově akademii, kde sídlilo internátní gymnázium pro českou šlechtu. Studoval na Filozofické fakultě Univerzity Karlovy klasickou filologii, sanskrt a staroindickou kulturu (mezi lety 1903–1907). Jeho učitelé byli mj. Josef Zubatý a Moriz Winternitz.
V letech 1907–1924 učil na gymnáziích Praha Křemencova, Mladá Boleslav a Praha-Smíchov, s výjimkou školních roků 1909–1910, kdy si rozšiřoval vědomosti v oboru indologie a novoindických jazyků během studijní dovolené v Oxfordu a Bonnu a 1922–1923, kdy působil v Indii. Zde při působení na univerzitě v bengálském Šántiniketanu byl jeho kolegou i Rabíndranáth Thákur.
V roce 1924 se stal prvním mimořádným profesorem indologie na Karlově univerzitě, o 6 let později byl jmenován profesorem řádným. V roce 1937 se na dva roky ujal vedení filozofické fakulty. Roku 1938 pozval do Prahy Džaváharlála Néhrúa, dále se opakovaně setkal také se Subhášem Bosem, dalším významným bojovníkem za indickou svobodu. V kontaktu byl Lesný i s předním indickým filozofem Sarvapallim Rádhákrišnanem.
Od roku 1945 byl ředitelem Orientálního ústavu v Praze. Založil Indické sdružení a stal se jeho prvním předsedou. Spoluzaložil časopis Nový Orient, který vychází dodnes, a v roce 1952 se stal jedním z prvních členů Československé akademie věd.
Zemřel 9. dubna 1953 v Praze. Byl jednou z čelných osobností československého zájmu o buddhismus. Byl pohřben na Olšanských hřbitovech.

### Rodina
Jeho manželkou byla česká překladatelka ze skandinávských jazyků a z angličtiny Milada Krausová-Lesná (1889–1961). S Miladou Krausovou se seznámil na prázdninách v Jindřichově Hradci, kam jezdil její otec profesor Kraus za svým přítelem advokátem Ledererem a Vincenc Lesný za svými bývalými spolužáky. Vzali se v 25. července 1910. Dne 8. listopadu 1914 se jim narodil syn Ivan (prof. MUDr. Ivan Lesný, DrSc.)

### Ocenění a památka
Roku 1938 obdržel čestné občanství Moravských Budějovic a v roce 1970 mu na rodném domě byla odhalena pamětní deska. V rodném domě je umístěna pamětní síň. U rodného domu byla v roce 2022 odhalena i busta Vincence Lesného a Rabíndranátha Thákura. V roce 2023 je natáčen dokumentární film o Vincencovi Lesném. V lednu 2024 mu byla odhalena pamětní deska na základní škole v Jemnici, kterou navštěvoval, stejně tak ji navštěval i indolog Karel Werner.
V Praze XVI bydlel na adrese Zborovská 66.

## Dílo
Vincenc Lesný napsal mnoho prací. Jedná se zejména o odborné studie i krátká pojednání o tématech týkajících se Indie. Jedna z prvních větších Lesného prací byla kniha Buddhismus: Buddha a buddhismus pálijského kánonu z roku 1921. V této knize přináší široký, objektivizující pohled na buddhismus. V knize Duch Indie se zabývá dějinami Indie a náboženstvím Indie v dějinném kontextu.
Lesný rovněž hodně překládal. V tomto směru jsou významné jeho překlady indického spisovatele Rabíndranátha Thákura, s nímž se osobně znal a přátelil, a na jehož pozvání opakovaně přednášel v Šántiniketanu v dnešním Západním Bengálsku. Lesného překlady Thákurových děl byly prvními v Evropě, které byly přeloženy přímo z bengálštiny. Zabýval se též vlivem indické filosofie na dílo vybraných českých spisovatelů, s Otokarem Březinou si i dopisoval.

### Vliv
Jako zakladatel české indologie ovlivnil také další badatele jako Dušana Zbavitele, Kamila Zvelebila, Iva Fišera, Jaroslava Vacka, Jana Filipského, Stanislavu Vavrouškovou ad.).

### Spisy
- Maráthská syntax pádová – Praha: František Šimáček, 1910
- Vývojový stupeň nářečí prakrtských v dramatech Bhasových a určení Bhasovy doby – Praha: Česká akademie císaře Františka Josefa pro vědy, slovesnost a umění, 1917
- Počátky studia sanskrtu v Čechách – Praha: s. n., 1920
- Buddhismus: Buddha a buddhismus Pálijského kánonu – Kladno: Jaroslav Šnajdr, 1921
- Dnešní Indie – Praha: Máj, 1921
- Duch Indie – Praha: Státní nakladatelství, 1927
- Etymologisches Wörterbuch der Mundart der böhmischen, mährischen und slowakischen Zigeuner [Etymologický slovník českých, moravských a slovenských cikánských nářečí]: Vorläufige Ankündigung – vlastním nákladem, mezi 1928 a 1964
- Nerelativní funkce avestské náměstky jō, jā, jat – Praha: Česká akademie, 1928
- Indie a Indové: pout staletími – Praha: Orientální ústav, 1931
- Rabíndranáth Thákur = (Tagore): osobnost a dílo – Kladno: J. Šnajdr, 1937
- Dějiny lidstva od pravěku k dnešku. Díl první. Světla východu a Hellady – hlavní redaktor Josef Šusta; napsali Jindřich Čadík, Jaroslav Černý, Vladimír Groh, Bedřich Hrozný, Vincenc Lesný ... [et al.]: Praha: Melantrich, c1940
- Básnický zápas Otokara Březiny – Praha: Jan Pohořelý, 1945
- Buddhismus – Praha: Samcovo knihkupectví, 1948

### Překlady
- Déobálá – Ajódhjá Singh; z hindštiny. Praha: Jan Laichter, 1911
- Pohádky bengálské a kašmírské – z bengálštiny. Praha: J. Laichter, 1912
- Ukázky poesie i prosy – Rabíndranáth Thákur; z bengálštiny. Praha: Orientální bibliotéka, 1916
- Král temné komnaty – Rabindranath Tagore; přeložili František Balej a Vincenc Lesný. Kladno: Jaroslav Šnajdr, 1920
- Volný tok – Rabíndranáth Thákur (Tagore); z bengálštiny. Kladno: J. Šnajdr, 1924
- Nalah a Damajantí – ze staroindičtiny. Kladno: J. Šnajdr, 1924
- Povídka o papouškovi – Rabíndranáth Thákur; ilustroval Abaníndranáth Thákur; z bengálštiny. Praha: Arthur Novák, 1925
- Črty – Rabíndranáth Tagore; z bengálštiny. Kladno: J. Šnajdr, 1926
- Indické pohádky – obrázky kreslila Milada Marešová. Praha: Český čtenář, 1927
- Pradlákova dcera – ze staré bengálštiny. Praha: v. n., 1931
- Poslední noc – Rabíndranath Thákur; z bengálštiny; a opatřil úvodem. Praha: Máj, 1938
- Hovory Konfuciovy – přeložili Vincenc Lesný a Jaroslav Průšek. Praha: J. Laichter, 1940
- Dhammapadam: buddhistická sbírka průpovědí správného života – z jazyka páli. Praha: Symposion, 1947
- Kulí – Mulk Rádž Ánand; z angličtiny přeložila Růžena Schulzová za spolupráce V. Lesného, V. Pořízky. Praha: Svoboda, 1949
- Putování ruského kupce Afanasije Nikitina přes tři moře – z ruštiny. Praha: Slovanské nakladatelství, 1951

### Jiné
- Nosiči palankýnu [hudebnina]: pro mužský sbor – složil Jan Zelinka, junior; přeložil Vincenc Lesný. Kutná Hora: Česká hudba, 1917
- Budhovy vyjížďky – Jaromír Rašín; vysvětlil termín pabbadža. Praha: Ludvík Bradáč, 1927
- Můj život – Mahatma Gandhi; z angličtiny přeložila Pavla Moudrá; napsal předmluvu. Praha: Orbis, 1931
- Sborník filologický. Svazky IX–XI – [Burian Václav; Flajšhans Václav; Konopásek Jaroslav; Kořínek Josef Miloslav; Lesný Vincenc; Mukařovský Jan; Novák Karel; Oberpfalcer František; Petíra Stanislav; Skalička Vladimír; Svoboda Karel; Šimek František; Titz Karel; Trnka Bohumil; Urbánek Rudolf; Vrtel-Wierczyňski Stefan]. Praha Česká akademie věd a umění, 1931
- Věstník Orientálního ústavu v Praze za desítiletí 1928–1938. [Svazek 2] – Vydalo presidium ústavu redakcí jednatelů Dr. Vincence Lesného a Dr. Zdenka Fafla. Praha: Orientální ústav, 1938